# SINGER SONGER
싱어 송어(SINGER SONGER)는 일본의 혼성 5인조 음악 그룹이다.

## 구성원
- Cocco (보컬)
- 키시타 시게루 (기타)
- 사토 마사시 (베이스 기타)
- 호리에 히로히사 (키보드)
- 다이 타로 (드럼)

## 내력
- 2004년 여름, 활동을 쉬고있던 Cocco와 쿠루리의 키시타를 중심으로 결성했다.
- 2004년 11월 23일, 현재 구성원으로 ‘콧코찬토 시게루쿤(こっこちゃんとしげるくん)’이라는 이름으로 싱글 《SING A SONG~NO MUSIC,NO LOVE LIFE.~》를 타워레코드 한정으로 발매했다.
- 2005년 5월 25일, 싱글 《쇼카린린》으로 데뷔하고 6월 29일에 앨범 《바라이로 팝》을 발매.
- 2005년 8월 5일, 유일한 TV 출연인 《뮤직 스테이션》출연.
- 사토 마사시와 Cocco는 잡지 인터뷰에서 “싱어 송어를 이번 한 번으로 끝낼 생각은 없다. 한 번 더 할 것이다.”라고 공언했다. 그러가 호리에, 다이가 현재 구성원에서 벗어나있기 때문에, 다시 작품이 발표될 때까지는 시간이 걸릴것이다.
- 덧붙여 당시 쿠루리의 구성원이었던 오무라 탓신이 참가하지 않았던 이유에 대해서는 “나의 기타는 바람같은 것이니까 두 개는 필요 없잖아.”라고 밝히고 있다.

## 음반 목록

### 싱글
- 〈쇼카린린〉 (初花凜々, 2005년 5월 25일)

### 정규 음반
- 《바라이로 팝》 (ばらいろポップ, 2005년 6월 29일)